# Bandar-e Lenge
Bandar-e Lenge (per. بندرلنگه) – miasto w Iranie, w ostanie Hormozgan. W 2006 roku liczyło 25 303 mieszkańców.